# 35. pehotna divizija (ZDA)
Za druge 35. divizije glejte 35. divizija.
35. pehotna divizija (izvirno angleško 35th Infantry Division) je pehotna divizija Kopenske vojske ZDA.